# Rubus shihae
Rubus shihae är en rosväxtart som beskrevs av Franklin Post Metcalf. Rubus shihae ingår i släktet rubusar, och familjen rosväxter. Inga underarter finns listade i Catalogue of Life.